# Le malade imaginaire
Le malade imaginaire (br: O Doente Imaginário / pt: O Doente de Cisma) é a última peça de teatro escrita por Molière. A sua primeira representação teve lugar a 10 de fevereiro de 1673, em Paris. Apenas uma semana depois, a 17 de fevereiro, durante a quarta representação da peça, Molière desmaiou, tendo falecido pouco depois.
A peça, composta por três atos, contemplava, na sua versão original, alguns interlúdios de dança e música, estes últimos da autoria do compositor Marc-Antoine Charpentier.

## Sinopse
A peça conta a história de um velho hipocondríaco, Argan, que se julga doente sem de fato o estar, e que, por isso, acata toda e qualquer ordem do médico que, por sua vez, se aproveita da situação.
Argan quer que sua filha Angélique se case com o filho de um médico para que ele receba tratamento médico como favor de seu genro, ainda que ela disse  apaixonada por Cléante.
Junto com a empregada de Argan, Toinette, seu irmão Bérald tenta "curar" Argan de sua fixação em médicos. Juntos, eles o convencem a se fingir de morto para descobrir quem é realmente leal e gosta dele. Assim, torna-se patente que a segunda esposa de Argan está atrás apenas de seu dinheiro, enquanto que sua filha realmente o ama. Após a "ressurreição" do supostamente morto Argan, Angélique está livre para se casar com quem quer que escolhesse.